# 海牙威士比規則
海牙威士比規則（The Hague-Visby Rules）為兩部關於海上船運的國際公約之總稱。其正式的名稱為「統一載貨證券規則國際公約」（International Convention for the Unification of Certain Rules of Law relating to Bills of Lading），簡稱為「海牙規則」，本公約於1924年在布魯塞爾簽訂。之後，於1968年時，海牙規則被「威士比規則」所修正，威士比規則的正式名稱為「統一載貨證券規則國際公約修定議定書」（Protocol to Amend the International Convention for the Unification of Certain Rules of Law Relating to Bills of Lading）。而這兩份國際公約合併起來即為一般所稱的「海牙威士比規則」。海牙規則的最後一次修正為1979年的特別提款權議定書（SDR Protocol）。
海牙威士比規則（以及過去的英美法）乃是基於下列前提而制定：運送人通常較託運人有較強之交涉能力，因此，基於保護託運人之利益，法律有必要對於運送人所應遵守之最低義務加以規定。
根據公約第10條，無論船舶、運送人、託運人或其他相關人員之國籍為何，本公約各條款於下列情形之一者，適用於兩國港口間之任一載貨證券：（一）載貨證券係在一締約國內所簽發者、（二）運送係自任一締約國內港口出發者、（三）依據契約規定或得由載貨證券證明本公約之條款或任何締約國之內國法對於該契約具有拘束力者。一旦有本公約之適用，則基於公約第3條第8項之規定，運送契約中任何減輕或免除運送人基於本公約所應負的最低責任之條款、條件或約定均屬無效。

## 主要內容
海牙威士比規則主要包括以下幾個方面：
- 運送人的責任：規定運送人必須「適當且小心」地裝載、搬運、運送、保管、看守並卸載所承運貨物，並對貨物的滅失或損害負有一定責任。規則還設定了賠償責任的上限（通常以每公斤貨物的特別提款權計算），以及免責條款，但要求合同中不得包含減輕或免除運送人最低責任的約定。[1]
- 託運人的義務：託運人需負責妥善包裝貨物、如實申報貨物性質、數量和內容，並負擔運費。此外，託運人應遵守公約規定，不得在運送合同中加入免除運送人責任的條款。
- 適用範圍：根據公約第10條，無論船舶、運送人或託運人的國籍如何，只要滿足一定條件，公約的條款便適用於兩國港口間的載貨證券。一旦公約適用，合同中任何試圖減免運送人責任的條款均被視為無效。
- 索賠時限：公約規定索賠時限通常為1年，但在某些情況下可延長至2年。

## 運送人責任
依據海牙威士比公約，運送人的主要義務為「適當且小心的裝載、搬移、運送及保管、看守並卸載所承運之貨物。」以及就「使船舶有適航性」、「配置適當的船員、設備及供應」等為必要之注意。另外，在無正當理由的情形，運送人不能偏離預定航程或通常航程，公約的第4條第4項規定：「為救助或企圖救助海上人命或財產之偏航，或任何合理的偏航，不得視為本公約貨運送契約之違反，因此所致之任何滅失或毀損，運送人不負責任。」
不過，運送人所應負的責任並非「嚴格的」責任，其僅需要負起基於其專業知識所應當盡到的合理注意義務則可。同時公約的第4條第1項也允許運送人在該條所列舉的各種情況下所造成貨物的滅失或損害可以主張免責，這些情況包含了火災、海上風險、天災、戰爭...等情形。不過這些免責事由中，其中第4條第2項第1款「船長、海員、引水人或運送人之受僱人於航行上或船舶管理上之行為、疏忽或過失」甚具爭議，被認為對於託運人並不公平，因此在其後的漢堡規則和鹿特丹規則中均被刪除。

## 託運人責任
相反的，在本公約中，託運人所應負的責任較運送人少，而僅規定託運人負有下列義務：
- 支付運費
- 將貨物包裝穩固
- 誠實並精確的向託運人報告該貨物之性質、數量與內容
- 不託運危險貨物（除非雙方均同意）
- 交運貨物之通知義務

## 與其他國際條約的比較
| 項目     | 海牙規則           | 漢堡規則             | 鹿特丹規則       |
| -------- | ------------------ | -------------------- | ---------------- |
| 責任標準 | 承運人需證明無過失 | 承運人過失推定責任制 | 擴展至港到港運輸 |
| 責任上限 | 每公斤2 SDR        | 每公斤2.5 SDR        | 每公斤3 SDR      |
| 索賠時限 | 1年                | 2年                  | 2年              |

## 評價與爭議
海牙威士比規則自誕生以來，在國際海運法律中扮演了重要角色，成為許多國家制定國內海商法的依據。然而，託運人與運送人對該規則的看法存在分歧。託運人批評規則對運送人的責任限制過寬，而運送人則認為這有助於維持海運業的經濟穩定。儘管如此，公約的出現促進了國際海上貨物運輸法律的統一和現代化。

## 引用
1. ↑  Friedman, Norman. . Annapolis, Maryland: Naval Institute Press. 1985. ISBN 978-0-87021-715-9.
2. ↑  海牙威士比條約第3條第2項。
3. ↑  Diamond, A. . Lloyd's Maritime and Commercial Law Quarterly. 1979: XX–YY.
4. ↑  .   [2025-02-17]. （原始内容存档于2025-07-09）.

## 外部連結
- 公約全文 (英文) （页面存档备份，存于）
- Admiralty Law Guide – 簡介及相關連結 （页面存档备份，存于）